# Praça Flor de Lodão

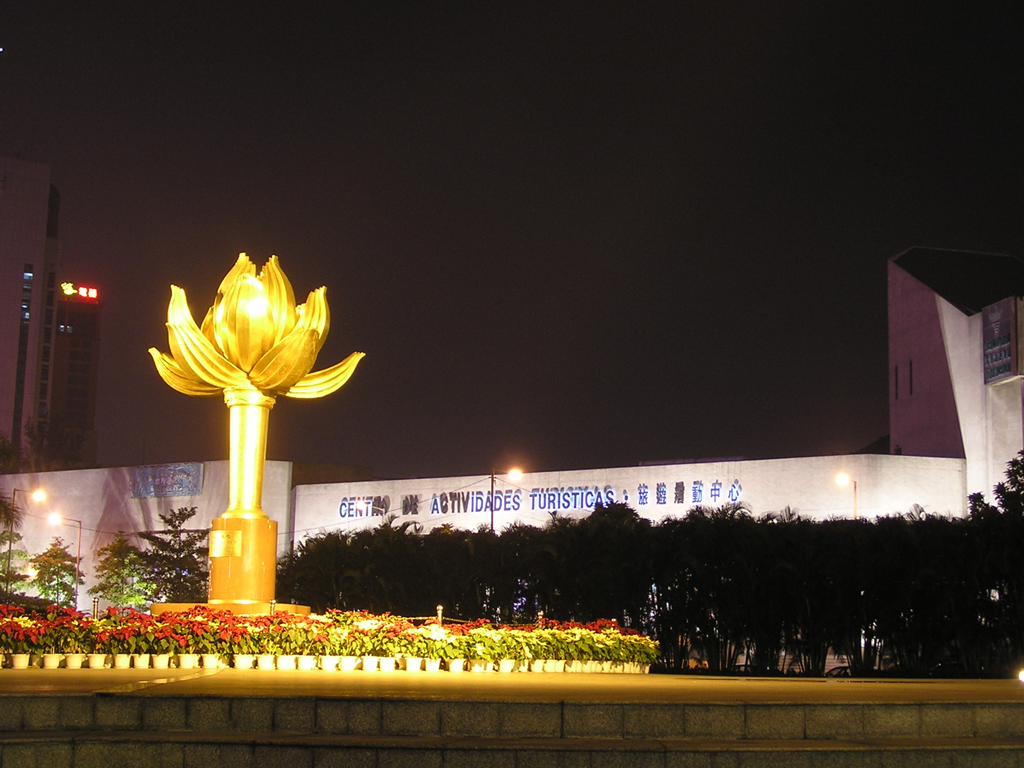
A grande escultura A Flor de Lodão em Plena Floração na Praça Flor de Lótus, com o Centro de Atividades Turísticas no fundo.

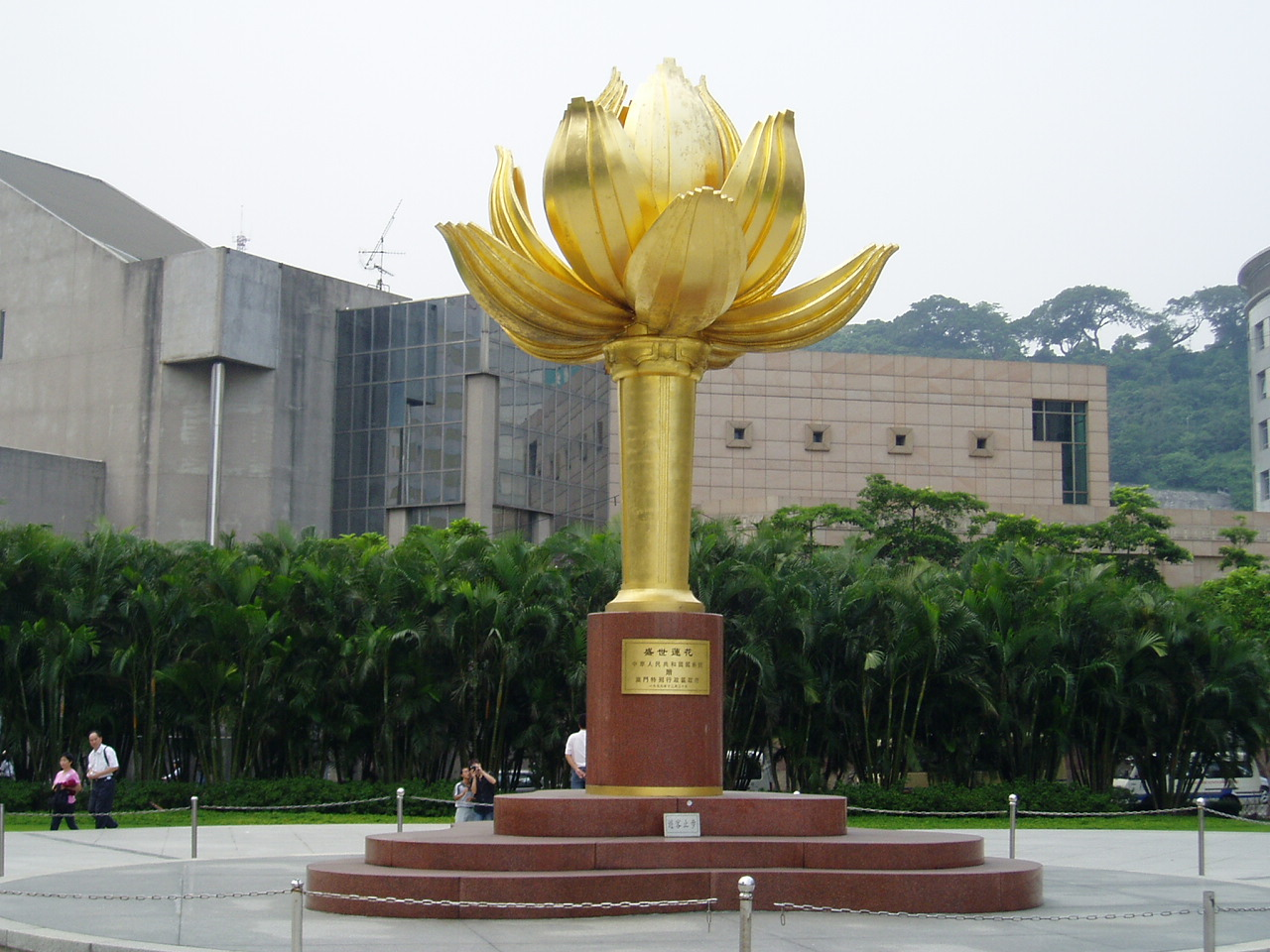
Flor de Lodão.

A Praça Flor de Lodão ou Praça Flor de Lótus (em chinês: 金蓮花廣場; e em inglês:  Lotus Square ou Golden Lotus Square) é uma praça pública situada em frente ao Museu do Grande Prémio na Região Administrativa Especial de Macau da República Popular da China. A área possui a grande escultura de bronze A Flor de Lodão em Plena Floração ou Flor de Lótus Desabrochada (em chinês: 盛世蓮花), semelhante a Praça Bauhinia Dourada (chinês: 金紫荊廣場; em inglês:  Golden Bauhinia Square) de Hong Kong.

## Descrição
A escultura feita de bronze dourado, pesa 6,5 toneladas e possui 6 metros de altura. O diâmetro da flor é de 3,6 metros no máximo. A maior parte é composta por uma haste, pétalas e pistilo, com um total de dezasseis componentes. A base é composta por vinte e três peças de granito vermelho em três camadas, na forma de folhas de Lótus, que representam as três partes principais do território: Península de Macau, Taipa e Coloane.
A Flor de Lótus Desabrochada simboliza a prosperidade eterna de Macau. A escultura foi apresentada pelo Conselho de Estado da República Popular da China em 1999 para celebrar a transferência de soberania de Macau de Portugal a China. Atualmente, a Praça Flor de Lodão tornou-se popular entre os skateboarders por sua abundância de bordas, freios e escadas.